# Iomys sipora
Lo scoiattolo volante delle Mentawai (Iomys sipora Chasen e Kloss, 1928) è un raro scoiattolo volante endemico dell'Indonesia.

## Descrizione
Nell'aspetto questa specie ricorda moltissimo lo scoiattolo volante di Giava (Iomys horsfieldii), tanto che in passato veniva classificato come una sua sottospecie.

## Distribuzione e habitat
Come indica il nome, lo scoiattolo volante delle Mentawai vive unicamente su due isole dell'arcipelago delle Mentawai (Sipora e Pagai del nord), al largo delle coste occidentali di Sumatra. Si incontra nelle foreste pluviali di pianura, dal livello del mare fino a 500 m di quota.

## Biologia
Questo sfuggente animale è stato avvistato solo pochissime volte e non sappiamo pressoché nulla delle sue abitudini.

## Conservazione
L'habitat di questo animale è andato in gran parte perduto a causa della deforestazione per la raccolta di legname, degli incendi e della conversione della foresta in terreni agricoli. La IUCN lo classifica tra le specie in pericolo.